# HD36046
HD36046 — хімічно пекулярна зоря спектрального класу B8, що має видиму зоряну величину в смузі V приблизно  8,1.
Вона  розташована на відстані близько 778,4 світлових років від Сонця.

## Пекулярний хімічний вміст
HD36046 належить до Хімічно пекулярних зір з пониженим вмістом гелію 
й в її  зоряній атмосфері спостерігається нестача He у порівнянні з його вмістом в атмосфері Сонця.